# Paracalanus nanus
Paracalanus nanus är en kräftdjursart som först beskrevs av Georg Ossian Sars 1907.  Paracalanus nanus ingår i släktet Paracalanus och familjen Paracalanidae. Inga underarter finns listade i Catalogue of Life.